# Tabac en Corée du Nord

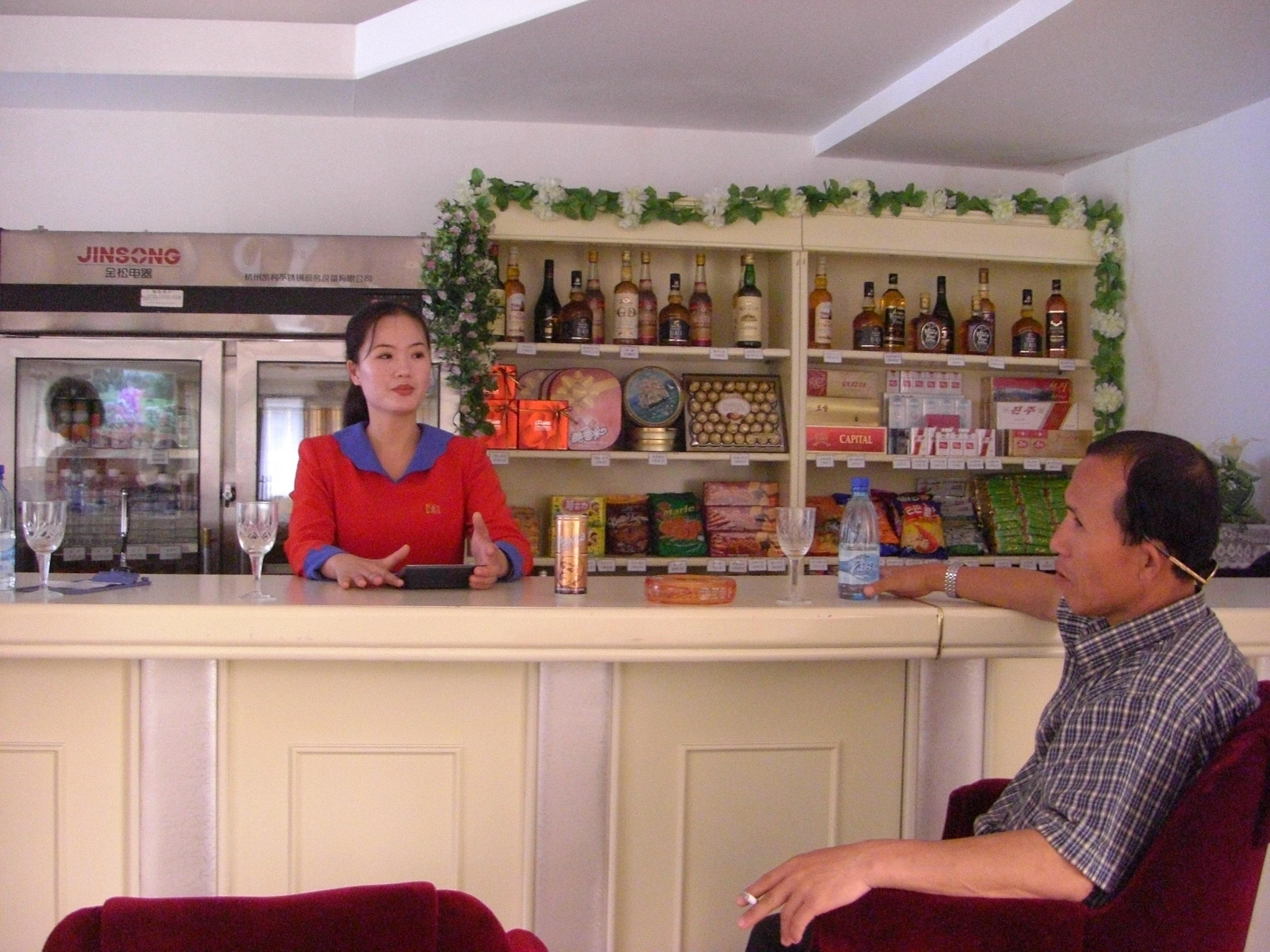
Un homme fume dans un tabac.

Le tabagisme est répandu et socialement acceptable, pour les hommes du moins, en Corée du Nord. En 2019, 43.6% des hommes et 4.5% des femmes fument quotidiennement, les femmes concernées sont généralement des femmes plus âgées, originaire des zones rurales. en 2021, les chiffres de mortalité indiquent que 14,2 % des Nord-Coréens meurent de causes liées au tabagisme, ce qui représente le 6e taux le plus élevé après la Chine, le Groenland, Kiribati, le Danemark et la Micronésie. Il existe des programmes de prévention en Corée du Nord, et bien qu'il ne soit pas interdit de fumer dans les lieux publics, on estime que la proportion de fumeurs est en constante baisse depuis le début des années 2000.
Les trois dirigeants de la Corée du Nord, Kim Il-sung, Kim Jong-il, et Kim Jong-un, sont fumeurs, et le pays doit équilibrer leur image publique et ses efforts de réduction du tabagisme. Les plantations de tabac sont sur-représentées dans l'agriculture nord-coréenne.

## Consommation
On estime qu'environ 5 355 658 adultes et 4 % des jeunes fument du tabac quotidiennement en Corée du Nord. Le Tobacco Atlas de 2014 estime que 43,6 % des hommes, 4,5% des femmes, presque 2,4 % des garçons et moins de 5,1 % de filles de moins de 15 ans fument quotidiennement. L'Organisation Mondiale de la Santé fournit des données comparables, comptant 44 % d'hommes fumeurs (33 % de fumeurs quotidiens), et les autorités de la régulation du tabagisme nord-coréennes estiment que 54 % des hommes sont des fumeurs réguliers. L'OMS compte une moyenne par jour de 12.4 cigarettes, et 15 si on ne compte que les fumeurs hommes. Ces données sont relativement proches de la situation en Corée du Sud.
Les données sur les habitudes des fumeurs en Corée du Nord sont cependant généralement obtenues en étudiant les déserteurs qui vivent aujourd'hui dans le Sud : elles peuvent ne pas être fiables. Ces personnes n'étaient généralement pas aussi dépendantes à la nicotine que dans les prévisions, et semblaient vouloir arrêter de fumer dans la majeure partie des cas.

## Histoire et culture
Le tabac arrive en Corée au début du 17e siècle du Japon et jusqu'autour de 1880, les hommes et femmes fument sans distinction.
Kim Jong-un, Kim Jong-il et Kim Il-sung sont tous trois fumeurs. Le tabagisme des femmes est un tabou en Corée du Nord, vu comme plus grave même que l’alcoolisme. Les femmes de plus de 50 ans dans les zones rurales tendent cependant à pouvoir fumer avec moins de jugement.

## Conséquences sanitaires
En 2021, 14,2 % des Nord-Coréens meurent de causes liées au tabagisme, ce qui représente le 6e taux le plus élevé après la Chine, le Groenland, Kiribati, le Danemark et la Micronésie.

## Législation

### Vente
Le tabac est vendu à prix fixé par le gouvernement dans seulement certains magasins. En 2014, un paquet de 20 cigarettes classiques coûte environ 246.38 won nord-coréens, et le paquet le moins cher est à 7.47 wons.

### Sensibilisation
La Corée du Nord a une agence nationale comptant huit personnes employées à plein temps, dont l’objectif est de limiter la consommation de tabac dans le pays. Il n’y a pas de service téléphonique d’accompagnement gratuit à l’arrêt, mais la plupart des infrastructures sanitaires proposent un accompagnement gratuit ou partiellement remboursé si elles remarquent un problème,. Le bupropion et la varénicline ne sont pas disponibles légalement dans le pays.
La première grande campagne contre le tabagisme est organisée en 2004. Ces campagnes deviennent plus nombreuses dans les années 2010 et s’accompagnent de restrictions concrètes, et depuis le début des années 2000, le taux de tabagisme est en baisse. L’Organisation mondiale de la santé affirme que la Corée du Nord participe à la Journée mondiale sans tabac chaque année et fait un travail complet de sensibilisation aux dangers du tabagisme.

### Lois

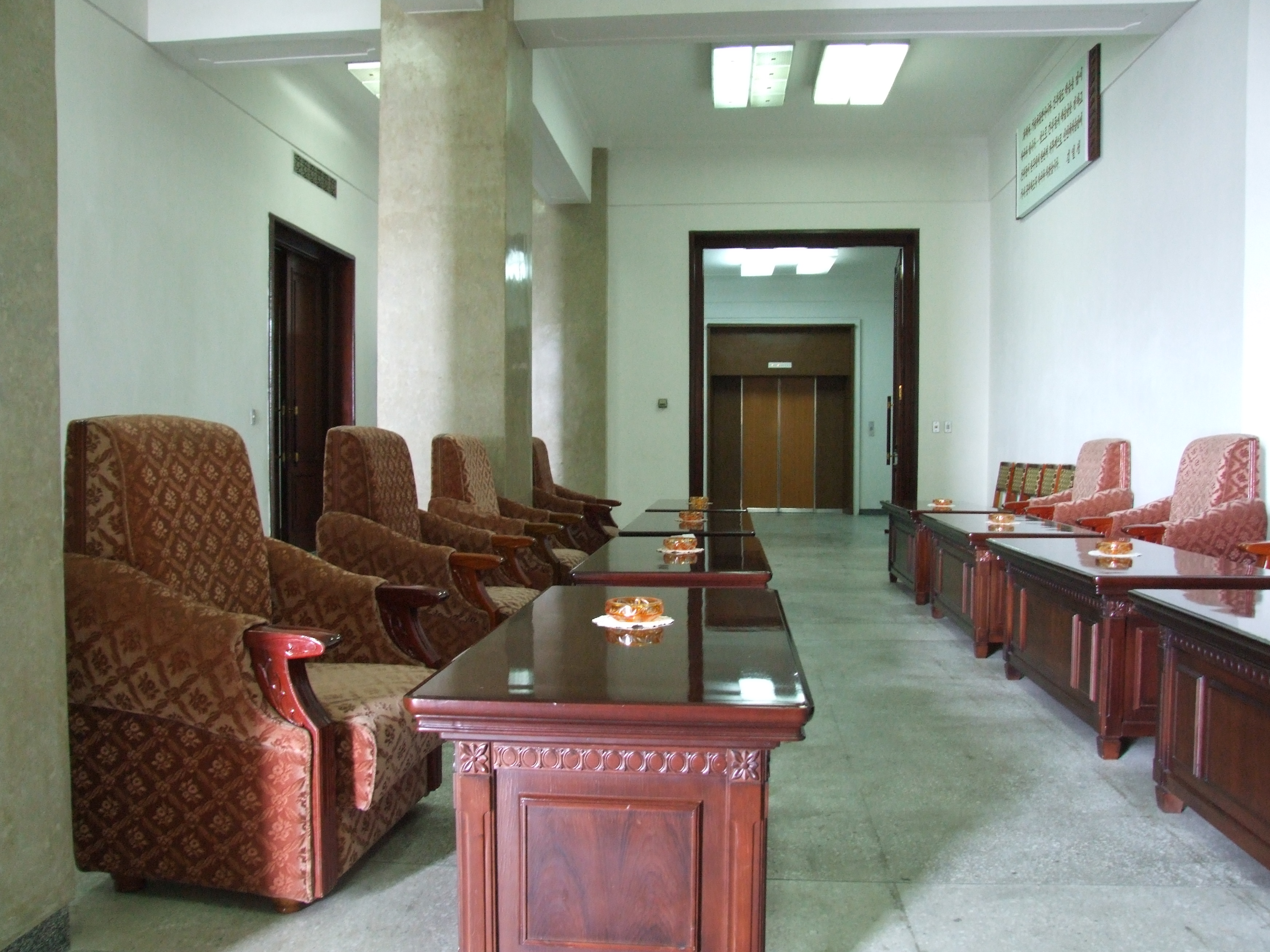
Espace fumeurs à la Grande maison des études du peuple à Pyongyang

Le tabagisme est interdit dans de nombreux lieux, dont les trottoirs, les bateaux, les avions, les gares, les hôpitaux, les écoles, les magasins, les cinémas et théâtres et les hôtels,,. Il est cependant autorisé dans les tramways, aux arrêts de bus, près des entrées des bâtiments, dans les universités, au travail, dans les restaurants, les cafés, les bars et les discothèques,. Ces lois sont plus ou moins respectées selon la région ; il n’y a pas d’amendes obligatoires en cas de non-respect du règlement.
Les paquets de cigarettes doivent comporter un message d’avertissement, mais leur apparence n’est pas standardisée ; il s’agit généralement d’un texte en petites lettres sur le côté du paquet affirmant simplement que le tabagisme nuit à la santé. L’étiquette doit inclure la quantité de nicotine et de goudron et doit être approuvée par les autorités locales.

## Industrie du tabac

### Commerce

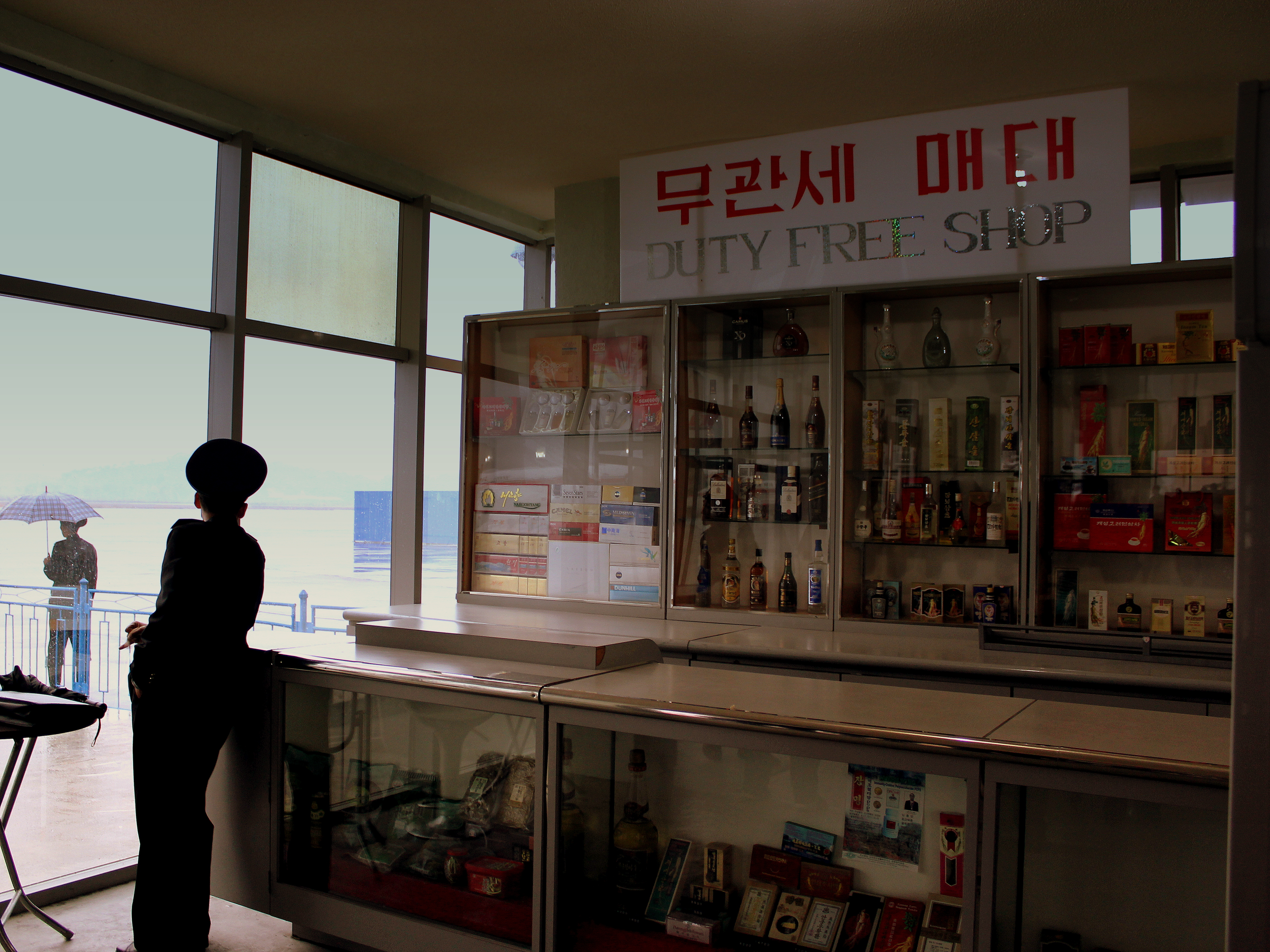
Vente de cigarettes à l’aéroport international de Sunan

Il existe de nombreux types différents de cigarettes en Corée du Nord, en général sans filtre et avec du tabac fort. L’élite préfère les marques américaines, ainsi que chinoises, russes et japonaises. Les marques étrangères et la marque nord-coréenne 727, nommée d’après la date de l’Armistice de Panmunjeom, sont des symboles de statut social.
Il est possible d’acheter des cigarettes importées et nord-coréennes de haute qualité (surtout la marque Pak Ma) dans les magasins ouverts aux touristes,. Les cigarettes sont des cadeaux répandus, et les touristes sont encouragés à offrir des cigarettes occidentales à leurs guides. Dans le pays, les cigarettes sont souvent utilisées comme monnaie pour les pots-de-vin.
Le journal du parti, le Rodong Sinmun, est souvent utilisé comme papier à rouler ; un journal peut permettre de rouler 40 à 50 cigarettes,. Le journal est cependant en circulation limitée, et la plupart des Nord-Coréens utilisent un autre journal pour rouler leurs cigarettes.

### Culture
Quelque 2.3 %  des terres agricoles de la Corée du Nord sont dédiées au tabac, le quatrième ratio le plus élevé au monde. La plus grande entreprise est la North Korea General Tobacco Corporation.